# ISO 3166-2:TG
ISO 3166-2:TG is een ISO-standaard met betrekking tot de zogenaamde geocodes. Het is een subset van de ISO 3166-2 tabel, die specifiek betrekking heeft op Togo.
De gegevens werden tot op 23 november 2017 geüpdatet op het ISO Online Browsing Platform (OBP). Hier worden 5 regio’s -  region (en) / région (fr) – gedefinieerd.
Volgens de eerste set, ISO 3166-1, staat TG voor Togo, het tweede gedeelte bestaat uit één letter.

## Codes
| Code | Naam              |
| ---- | ----------------- |
| TG-C | Centrale          |
| TG-K | Kara              |
| TG-M | Maritime (Région) |
| TG-P | Plateaux          |
| TG-S | Savanes           |